# معاهدة قشتالة
في نفس العام التي سقطت فيه جيان وفيسنة 643 هـ/ 1245م وحماية لحقوق وواجبات مملكة قشتالة ومملكة غرناطة، يأتي فرناندو الثالث ملك قشتالة ويعاهد ابن الأحمر الذي يتزعم ولاية غرناطة ، ويعقد معه معاهدة يضمن له فيها بعض الحقوق، ويأخذ عليه بعض الشروط والواجبات.

## بنود معاهدة قشتالة
كانت بنود المعاهدة التي تمت بين ملك قشتالة وبين محمد بن يوسف بن نصر بن الأحمر هذا هي:
- أن يدفع ابن الأحمر الجزية إلى ملك قشتالة، وكانت مائة وخمسين ألف دينار من الذهب سنويا، وكان هذا تجسيدا لحال الأمة الإسلامية، وتعبيرا عن مدى التهاوي والسقوط الذريع بعد أفول نجم دولة الموحدين القوية المهابة، والتي كانت قد فرضت سيطرتها على أطراف كثيرة من بلاد الأندلس وأفريقيا.
- أن يحضر بلاطه كأحد ولاته على البلاد، وفي هذا تكون غرناطة تابعة لقشتالة ضمنيا.
- أن يحكم غرناطة باسم ملك قشتالة علانية، وبهذا يكون ملك قشتالة قد أتم وضمن تبعية غرناطة له تماما.
- أن يسلمه ما بقي من حصون جيّان- المدينة التي سقطت أخيرا- وأرجونه وغرب الجزيرة الخضراء حتى طرف الغار، وحصون أخرى كثيرة تقع كلها في غرب غرناطة.

وبذلك يكون ابن الأحمر قد سلم لفرناندو الثالث ملك قشتالة مواقع في غاية الأهمية تحيط بغرناطة نفسها. وهو أمر في غاية الخطورة، وهو أن يساعده في حروبه ضد أعدائه إذا احتاج إلى ذلك، أي أن ابن الأحمر يشترك مع ملك قشتالة في حروب ملك قشتالة التي يخوضها أيا كانت الدولة التي يحاربها.